# ホテル探偵DOLL
『ホテル探偵DOLL』（ホテルたんていドール）は、さいとう・たかをの劇画アクション作品。
1980年から1984年にかけて『ビッグコミック増刊』（小学館）に連載された。全17話。

## 内容
巨大ホテルグループ『サンライズ・ホテル』のホテル探偵ドールがホテルに関係する様々な事件に立ち向かう、一話完結のストーリー。

## 登場人物
ドール
本名・年齢は不明。大口径の拳銃も使いこなす腕利きの女性ホテル探偵。本部に直属し、サンライズ・ホテル会長の信頼も厚い。
日本人の母を持つが、幼少期に捨てられ、養父母のもとで育った。
会長
一代でサンライズ・ホテルグループを築き上げた実業家。独自の哲学を持ち、傲岸だが、信頼するドールの指示には素直に従う。
第2話「古城は死せず」では「ミスター・パワーズ」と呼ばれているが、第12話「帝王の罠」では「ロードハイム会長」と呼ばれている。

## ゴルゴ13への出演
同作者の作品『ゴルゴ13』第167話「クリスマス・24アワーズ」は「ゴルゴ13VSホテル探偵ドール」の副題を持ち、ドールがゲストとして登場している。
ドールが勤務しているホテルにプロの狙撃者・デューク・東郷（ゴルゴ13）が宿泊する。ゴルゴを一般の客ではないと確信したドールが、ホテル内で「ゴルゴが起こそうとする事件」を防ごうとするもの。
『ゴルゴ13』の単行本に収録されており、『ホテル探偵DOLL』の単行本には収録されていないが、2019年に発売されたムック本・My First Big SPECIAL版の『自選ホテル探偵DOLL ( さいとう・たかをPREMIUM)』ではこの話が収録されている。
2008年版TVアニメ『ゴルゴ13』では「Target.37」で「クリスマス・24アワーズ」が放映された。ドールの声は高山みなみが演じている。